# Чиркаїн
Чиркаї́н (каз. Шірікқайың) — село у складі Алтайського району Східноказахстанської області Казахстану. Входить до складу Средигорненського сільського округу.
Населення — 225 осіб (2021; 367 у 2009, 509 у 1999, 459 у 1989).
Національний склад станом на 1989 рік:
- росіяни — 54 %
- казахи — 38 %

Станом на 1989 рік село називалось Ширкайин, у радянські часи мало також назву Шириккайин.